# 1847 w muzyce
Wydarzenia muzyczne w 1847 roku.

## Wydarzenia
- 1 stycznia – w Rzymie w Pałacu Senatorskim miała miejsce premiera „Cantata in onore del Sommo Pontefice Pio Nono” Gioacchina Rossiniego[1][2]
- 2 stycznia – w Wieselburg-Ungarisch Altenburg odbyła się premiera „Irenen Waltz” op. 32 Johanna Straussa (syna)[1][2]
- 15 stycznia – w Wiedniu odbyła siuę premiera „Trio for piano and Springs” op. 17 Clary Schumamm[1][2]
- 27 stycznia – w wiedeńskim Goldener Strauß miała miejsce premiera „Architecten-Ball-Tänze” op. 36 Johanna Straussa (syna)[1][2]
- 30 stycznia – w Baden bei Wien odbyła się premiera „Industrie-Quadrille” op. 35 Johanna Straussa (syna)[1][2]
- 3 lutego – w wiedeńskim Goldener Strauß miała miejsce premiera „Bachus-Polka” op. 38 Johanna Straussa (syna)[1][2]
- 10 lutego – w Hietzingu w Dommayer’s Casino miała miejsce premiera „Wilhelminen-Quadrille” op. 37 Johanna Straussa (syna)[1][2]
- 15 lutego – w Hietzingu w Dommayer’s Casino miała miejsce premiera „Seladon-Quadrille” op. 48 Johanna Straussa (syna)[1][2]
- 18 lutego – w wiedeńskim Theater an der Wien miała miejsce premiera opery Vielka (poprawionej Ein Feldlager in Schlesien z 1844) Giacoma Meyerbeera[1][2]
- 14 marca – we florenckiej Teatro della Pergola odbyła się premiera opery Makbet Giuseppe Verdiego[1][2]
- 15 marca – w Londynie odbyła się premiera arii „On Lena’s Gloomy Heath” Felixa Mendelssohna[1][2]
- 23 marca – w Paryżu na przyjęciu w swoim mieszkaniu, odbyła się pół publiczna premiera „Sonaty In g minor na fortepian i wiolonczelę” op. 65 Fryderyka Chopina[1][2]
- 27 marca – w wiedeńskiej Sperl-Ballroom miała miejsce premiera „Slaven-Potpourri” op. 39 Johanna Straussa (syna)[1][2]
- 4 kwietnia – w Barcelonie otwarto scenę operową Gran Teatre del Liceu[3]
- 31 maja – w paryskiej Salle Le Peletier miała miejsce premiera opery La bouquetière Adolphe’a Adama[1][2]
- 16 czerwca – w Wiedniu odbyła się premiera „Alexander-Quadrille” op. 33 Johanna Straussa (syna)[1][2]
- 19 czerwca – w wiedeńskim Theater an der Wien miała miejsce premiera walca „Sängerfahren” op. 41 Johanna Straussa (syna)[1][2]
- 18 lipca – w Hietzingu w Dommayer’s Casino miała miejsce premiera „Quadrille nach Motiven aus der Oper Die Königin von Leon” op. 40 Johanna Straussa (syna)[1][2]
- 22 lipca – w wiedeńskim Her Majesty’s Theatre miała miejsce premiera opery Zbójcy Giuseppe Verdiego[1][2]
- 26 lipca – w Brigittenau odbyła się premiera „Ernte-Tänze” op. 45 Johanna Straussa (syna)[1][2]
- 1 sierpnia – w drezdeńskim Hoftheater miała miejsce premiera drugiej wersji opery Tannhäuser und der Sängerkrieg auf Wartburg Richarda Wagnera[1][2]
- 22 sierpnia – w Wiedniu w Gasthaus Kwiatkowsky odbyła się premiera walca „Wilde Rosen” op. 42 Johanna Straussa (syna)[1][2]
- 29 sierpnia – w Gasthaus Kwiatkowsky odbyła się premiera marszu „Fest-Marsch” op. 49 Johanna Straussa (syna)[1][2]
- 1 września – w wiedeńskim Water Glacis odbyła się premiera „Fest-Quadrille” op. 44 Johanna Straussa (syna)[1][2]
- 11 września – w Pittsburghu w Eagle Saloon miała miejsce premiera pieśni „Susanna” Stephena Collinsa[1][2]
- 13 września – z okazji 28. urodzin Clary Schumann odbyła się premiera „Piano Trio no.1” op. 63 Roberta Schumanna[1][2]
- 18 września – w wiedeńskim Wasserglacis miała miejsce premiera walca „Dorfgeschichten” op. 47 Johanna Straussa (syna)[1][2]
- 17 października – w wiedeńskim Theater an der Wien miała miejsce premiera „Ein Held und seine Liebe” Alberta Lortzinga[1][2]
- 11 listopada – w Berlinie odbyła się premiera „German Liturgy” oraz „Psalm 98” Otto Nicolaia[1][2]
- 15 listopada – w paryskim Cirque Olympique miała miejsce premiera opery Les premiers pas Daniela Aubera[1][2]
- 26 listopada – w paryskiej Académie Royale de Musique miała miejsce premiera opery Jerusalem Giuseppe Verdiego[1][2]
- 28 listopada – w bolońskiej Chiesa di San Francesco dei Minori miała miejsce premiera „Tantum ergo” Gioacchina Rossiniego[1][2]
- 13 grudnia – w Lipsku w Stadttheater miała miejsce premiera opery Zum Grossadmiral Alberta Lortzinga[1][2]
- 17 grudnia – w moskiewskim Teatrze Bolszoj miała miejsce premiera opery Esmerelda Aleksandra Dargomyżskiego[1][2]
- 22 grudnia – w Kassel odbyła się premiera Symphony No. 8 in G major op. 137 Louisa Spohra[1][2]
- 28 grudnia – w paryskim Théâtre Favart II miała miejsce premiera opery Haydée, ou Le secret Daniela Aubera[1][2]

## Urodzili się
- 2 stycznia – Otakar Hostinský, czeski muzykolog, estetyk i kompozytor (zm. 1910)
- 11 lutego – Thomas Alva Edison, amerykański wynalazca fonografu (zm. 1931)
- 15 lutego – Robert Fuchs, austriacki kompozytor muzyki klasycznej, pedagog (zm. 1927)
- 16 lutego – Philipp Scharwenka, polsko-niemiecki kompozytor i pedagog (zm. 1917)
- 17 lutego – Mathilde Mallinger, chorwacka śpiewaczka operowa (sopran) (zm. 1920)
- 1 kwietnia – Gavriil Musicescu, rumuński kompozytor, dyrygent i pedagog muzyczny (zm. 1903)
- 29 kwietnia – Joachim Andersen, duński flecista, dyrygent i kompozytor (zm. 1909)
- 13 maja – Johannes Haarklou, norweski organista i kompozytor (zm. 1925)
- 28 czerwca – Sveinbjörn Sveinbjörnsson, islandzki kompozytor, pianista i nauczyciel muzyki; autor muzyki hymnu Islandii (zm. 1927)
- 5 lipca – Agnes Zimmermann, angielska pianistka i kompozytor niemieckiego pochodzenia (zm. 1925)
- 10 lipca – Amalie Materna, austriacka śpiewaczka operowa (sopran) (zm. 1918)
- 12 lipca – Karl Heinrich Barth, niemiecki pianista i pedagog (zm. 1922)
- 17 lutego – Mathilde Mallinger, chorwacka śpiewaczka operowa (sopran) (zm. 1920)
- 31 lipca – Ignacio Cervantes, kubański pianista i kompozytor (zm. 1905)
- 22 sierpnia – Alexander Mackenzie, szkocki kompozytor i dyrygent (zm. 1935)
- 1 listopada – Emma Albani, kanadyjska śpiewaczka operowa (sopran) (zm. 1930)
- 30 listopada – August Klughardt, niemiecki kompozytor i dyrygent epoki romantyzmu (zm. 1902)

Data dzienna nieznana
- Adelina Paschalis-Souvestre, polska śpiewaczka operowa (sopran), nauczycielka śpiewu (zm. 1925)
- Władysław Wszelaczyński, polski pianista, kompozytor i pedagog (zm. 1896)

## Zmarli
- 14 maja – Fanny Mendelssohn, niemiecka kompozytorka i pianistka (ur. 1805)
- 11 czerwca – Heinrich Baermann, niemiecki klarnecista i kompozytor (ur. 1784)
- 4 listopada – Felix Mendelssohn-Bartholdy, niemiecki kompozytor okresu romantyzmu (ur. 1809)
- 6 listopada – Edward Weber von Webersfeld, austriacki nauczyciel tańca, kapelmistrz, muzyk w zespole Johanna Straussa (syna) (ur. 1812)
- 17 listopada – Emilia Kozieradzka, polska śpiewaczka operowa (ur. 1828)
- 23 listopada – Jan Nepomucen Rostworowski, polski ziemianin, etnograf, pisarz, kompozytor, poseł z powiatu czerskiego na sejm 1830–1831 (ur. 1799)
- 29 grudnia – William Crotch, angielski kompozytor, organista, teoretyk muzyki, pedagog i malarz (ur. 1775)

## Muzyka poważna
- 8 września – Spółka Breitkopf and Härtel publikuje w Lipsku trzy mazurki op. 63 Fryderyka Chopina[1][2]